# Planalto do Bié
Planalto do Bié är en platå i Angola.   Den ligger i provinsen Bié, i den centrala delen av landet, 600 kilometer sydost om huvudstaden Luanda.